# Deasy
Deasy – dawne brytyjskie przedsiębiorstwo zajmujące się produkcją samochodów. Istniało w latach 1907–1910. Zostało założone przez podróżnika i pisarza Henry'ego Hugh Petera Deasy'ego, który kupił wytwórnię Iden. Pod marką Deasy montowano samochody osobowe klasy średniej i wyższej wyposażone w czterocylindrowe silniki oraz pojazdy ciężarowe.
Na przełomie 1909 i 1910 roku zostało przejęte przez Johna Davenporta Siddeleya, który na jego bazie założył firmę motoryzacyjną Siddeley-Deasy Motor Car Manufacturing Co. Ltd.

## Modele
| Model    | Rok budowy | Liczba cylindrów | Pojemność     | Rozstaw osi  |
| -------- | ---------- | ---------------- | ------------- | ------------ |
| 24 hp    | 1907       | 4 Reihe          | 4503 cm³      | 3086 mm      |
| 25 hp    | 1908–1910  | 4 Reihe          | 4503–4942 cm³ | 3099 mm      |
| 35 hp    | 1908       | 4 Reihe          | 7600–8620 cm³ | 3353 mm      |
| 45 hp    | 1908       | 4 Reihe          | 11978 cm³     | 3200 mm      |
| 14 hp    | 1909       | 4 Reihe          | 2919 cm³      | 2870–3124 mm |
| 15 hp    | 1909–1910  | 4 Reihe          | 3053 cm³      | 2896 mm      |
| 18/28 hp | 1909       | 4 Reihe          | 4084 cm³      | 2921–3226 mm |
| 25 hp    | 1909       | 4 Reihe          | 4943 cm³      | 3099 mm      |
| 35 hp    | 1909       | 4 Reihe          | 7603 cm³      | 3404 mm      |
| 12 hp    | 1910       | 4 Reihe          | 1944 cm³      |              |